# 闔家辣
《闔家辣》是一部2022年香港電影，由鄭晉軒執導，吳君如監製兼領銜主演，鄭中基、梁詠琪及呂爵安領銜主演。本片原定於2022年2月1日（大年初一）上映，惟因香港爆發第五波2019冠狀病毒病疫情未能如期上映，最終延至2022年7月14日上映，並以「史上首部暑期賀歲片」作爲宣傳。
本片獲香港電影發展基金融資453萬，並分別入圍第20屆美國紐約亞洲電影節、第26屆加拿大奇幻電影節及亞洲電影大獎學院的亞洲電影巡迴放映印尼站舉行放映活動
。

## 故事大綱
本為音樂節搞手的Coba因COVID-19疫情關係被逼在家工作，每日與家人「困獸鬥」，直至無意間發現母親的手工辣椒醬大受朋友好評，Coba靈機一轉，決定說服父親、大姑媽一起製作辣椒醬銷售，在大賺一筆的同時亦可維持家庭和諧，誰知辣椒醬生意一鳴驚人，在創造銷售奇蹟的同時，往後的發展也越來越超乎一家人的想象。

## 演員表
| 演员   | 角色         | 簡介                                              |
| 鄭中基 | 張國倫       | Alan 張柏軒之父 陳美貞之夫 張惠儀之弟             |
| 吳君如 | 張惠儀       | Wendy、姑媽 張國倫之姊 張柏軒之姑媽 陳美貞之姑奶  |
| 梁詠琪 | 陳美貞       | Rita 張柏軒之母 張國倫之妻 張惠儀之弟婦           |
| 呂爵安 | 張柏軒       | Coba 張國倫、陳美貞之子 張惠儀之姪子 李家慧之男友 |
| 袁澧林 | 李家慧       | Sam 張柏軒之女友                                  |
| 何啟華 | 禮           | 張柏軒之中學同學兼死黨                            |
| 林家熙 | 熙           | 張柏軒之中學同學兼死黨                            |
| 胡子彤 |              | 張惠儀之子 張柏軒之表哥                           |
| 蔡映彤 |              | 張惠儀之媳婦 張柏軒之表嫂                         |
| 林靖   | 童童         | 張惠儀之孫女                                      |
| 盧海鵬 |              | 熱狗店老闆                                        |
| 譚玉瑛 |              | 陳美貞之姊                                        |
| 唐劍康 | 南           | 陳美貞之兄                                        |
| 楊偉倫 |              | 速遞員                                            |
| 黃詠詩 |              | 玻璃瓶店老闆                                      |
| 朱鑑然 |              | Coba前公司老闆                                    |
| 吳嘉龍 | Arnold       | SugarMama老闆                                     |
| 陳穎欣 | Daisy        | SugarMama秘書                                     |
| 姚樂怡 |              | 雜貨店店員                                        |
| 鄒凱光 |              | 雜貨店試手套客人                                  |
| 古天樂 | 阿孫         | 友情客串                                          |
| 許賢   | 熱狗店年輕人 | 友情客串                                          |
| 蘇致豪 | 熱狗店年輕人 | 友情客串                                          |
| 郭嘉駿 | 熱狗店年輕人 | 友情客串                                          |
| 吳保錡 | 熱狗店年輕人 | 友情客串                                          |
| 梁業   | 熱狗店年輕人 | 友情客串                                          |
| 黃德斌 | KK           | 友情客串                                          |

## 電影歌曲
| 曲別   | 歌名     | 演唱者               | 作詞   | 作曲   | 編曲   | 監製        |
| 主題曲 | 辣到出汁 | 吳君如 梁詠琪 呂爵安 | 黃偉文 | 吳林峰 | 黃兆銘 | Edward Chan |

## 票房
本片於2022年7月1至3日在香港舉行92場優先場，絕大部份場次全部爆滿，票房達115萬。首日票房達133萬。電影正式上映四天，香港票房突破一千萬，是2022年首套本土票房破千萬的港產片。
根據香港電影業協會及香港戲院商會屬下機構香港票房有限公司，綜合今年7月1日至8月31日期間的電影票房，2022年9月2日公布2022年暑假檔期電影票房數字，本片自7月14日上映以來，在暑假檔期大收32,100,491元，成為暑期港產片王，並佔整個暑假檔期電影票房第三位。
| 上一届： 《雷神奇俠4：愛與雷霆》 | 2022年香港一週票房冠軍 第29-30週 | 下一届： 《殺手列車》 |
| 上一届： 《雷神奇俠4：愛與雷霆》 | 2022年香港週末票房冠軍 第30-31週 | 下一届： 《殺手列車》 |

## 奬項
| 年份 | 頒獎典禮                    | 獎項       | 入圍者 | 結果 |
| ---- | --------------------------- | ---------- | ------ | ---- |
| 2023 | 第6屆MOVIE6全民票選電影大獎 | 最佳女配角 | 吳君如 | 提名 |
| 2023 | 第6屆MOVIE6全民票選電影大獎 | 最佳新導演 | 鄭晉軒 | 提名 |
| 2023 | 第6屆MOVIE6全民票選電影大獎 | 最佳海報   | 闔家辣 | 提名 |
| 2023 | 第6屆MOVIE6全民票選電影大獎 | 最佳男主角 | 呂爵安 | 獲獎 |
| 2023 | 第6屆MOVIE6全民票選電影大獎 | 最佳新演員 | 呂爵安 | 提名 |
| 2023 | 第41屆香港電影金像獎        | 最佳新演員 | 呂爵安 | 提名 |

## 記事
- 2021年6月7日，本片在屯門舉行開鏡儀式[8]，7月3日煞科[9]，12月中再補拍部分場景[10]。
- 2022年1月9日，吳君如、鄭中基、梁詠琪、呂爵安原定出席在荃灣的宣傳活動，但因第五波疫情爆發，政府收緊防疫措施，令活動取消。
- 2022年1月19日，本片原定在奧海城舉行首映禮，但因第五波疫情爆發，政府收緊防疫措施，令首映禮延期。
- 2022年2月6日，吳君如、鄭中基、梁詠琪、呂爵安原定出席電車巡遊宣傳活動，但因第五波疫情爆發升溫，令活動需要延期舉行，最終電車巡遊宣傳活動改於同年5月28日舉行，但只有吳君如、鄭中基、呂爵安出席，梁詠琪由於身在台灣拍劇而缺席。
- 2022年6月25日，導演鄭晉軒出席電影主題曲《辣到出汁》MV於銅鑼灣時代廣場的電視大屏幕首播。
- 2022年7月3日，在三天優先場後，導演鄭晉軒、吳君如、呂爵安於又一城戲院現身謝票。
- 2022年7月10日，本片於apm舉行首映禮。
- 2022年8月13日，導演鄭晉軒、吳君如、編劇鄒凱光於K11 MUSEA及朗豪坊戲院現身謝票。
- 2022年8月21日，導演鄭晉軒、吳君如於新城市廣場、又一城及MOKO 新世紀廣場戲院現身謝票。
- 2022年8月28日，導演鄭晉軒、吳君如、梁詠琪於太古城中心戲院現身謝票。
- 2022年9月3日，導演鄭晉軒、吳君如、古天樂、胡子彤於K11 MUSEA戲院現身謝票。